# Peanut Butter Jelly
Peanut Butter Jelly è un brano musicale pubblicato dal duo di disc jockey svedesi di musica elettronica Galantis. Il brano è stato pubblicato per il download digitale dal 20 aprile 2015 come quarto singolo estratto dall'album di debutto Pharmacy. Il brano è stato reso disponibile dal 4 aprile 2015 solo in seguito al preordine dell'LP.

## Tracce
1. Peanut Butter Jelly – 3:23

1. Peanut Butter Jelly (Jacques Lu Cont Remix) – 4:47
2. Peanut Butter Jelly (GTA Remix) – 5:10
3. Peanut Butter Jelly (Moska Remix) – 5:06
4. Peanut Butter Jelly (Genairo Nvilla Remix) – 4:53